# فريدريك ك. ستيفنز
فريدريك ك. ستيفنز (بالإنجليزية: Frederick C. Stevens)‏ هو سياسي أمريكي، ولد في 5 يونيو 1856 في الولايات المتحدة، وتوفي في 14 مارس 1916 في أتيكا في اليونان. حزبياً، نشط في الحزب الجمهوري. وقد انتخب عضو مجلس ولاية نيويورك.